# باورساد
باورساد یا باورصاد، طایفه‌ای از شاخه چهارلنگ ایل بختیاری، از باب کیان ارثی و یکی از طوایف زیرمجموعه طایفه سهونی می‌باشد.

## جایگاه طایفه ای در ایل بختیاری
ایل بختیاری از دو شاخه بزرگ چهارلنگ و هفت لنگ تشکیل می‌شود. شاخه چهارلنگ مشتمل بر پنج باب از قرار محمود صالح، کیان ارثی، زلقی ،موگویی و ممیوند است. باب کیان ارثی (گاهی کنرسی نوشته می‌شود) خود به تعداد زیادی طایفه دیگر تقسیم می‌شود که شامل ایلسهونی می‌باشد. ایل سهونی شامل طوایف باورصاد، حموله، کهیش، شنگی، ساد و مترک است. به‌طور کلی جایگاه طایفه باورصاد در قوم بختیاری از قرار زیر است:
چهارلنگ
کیان ارثی
سهونی
باورصاد

## وجه تسمیه نام طایفه
نام این طایفه از نظر نگارش، گاهی باورساد و گاهی نیز باورصاد نوشته می‌شود و واژه‌ای پهلوی بوده و به معنای محکم و راسخ درایمان و باور می‌باشد. درواقع باورصاد به معنی کسی است که در ایمان و عقیده‌ای که دارد محکم و پابرجاست.

## سهونی
ایل سهونی از اتحاد سه طایفه بختیاری تحت یک مدیریت واحد به وجودآمده است. طایفه سهونی یکی از شعب چهارلنگ کیان ارثی بوده‌است. در دوران مصادف با ایلخانی محمد تقی خان بختیاری این طایفه به تدریج قدرت گرفت، که تا حدودی به علت نزدیکی سردار شفیع خان سهونی به محمدتقی خان بازمی‌گردد. سهونی، به معنی سه خانواده یا سه خانه می‌باشد و اشاره دارد، به سه طایفه زیرمجموعهٔ آن. سه طایفه زیرمجموعه طایفه سهونی، عبارتند از:
- طایفه کهیش
- طایفه حموله
- طایفه باورصاد

## تیره‌های طایفه باورساد
طایفه باورساد، از ۱۱ تش، تشکیل شده‌است که به قرار زیر هستند:
- هلیلی
- خواجه
- گنج علیوند
- شنگی
- ورمحمود
- شامی
- مترک
- کورکور
- کرشه
- اصغرزاده

## محل سکونت
طایفه باورصاد بیشتر در شهر مسجد سلیمان سکونت داشته‌اند و برای سالیان متمادی از عمده مالکان مسجد سلیمان بوده‌اند.:
عمده نقاط سکونت آن‌ها در استان خوزستان عبارتند از از باغ چشمه علی، باغ عبده شاه، دروازه، زمان آباد، قله تل، نصیرآباد، چه درخت، برد سرغلیان و تنگ مو و چم آسیاب.
برخی از نقاط سکونت ییلاقی، یا سردسیر آن‌ها در استان چهارمحال و بختیاری عبارتند از وانان، ورعبدالله، کرسنک، مرغملک ، واورگان استان اصفهان

## زادگاه طایفه باورساد
در ییلاق روستاهای کرسنک و آولیشون بهترین مناطق سردسیر بختیاری متعلق به این تبار بوده‌است. روستای ورعبدالله واقع در شمال استان چهارمحال و بختیاری، می‌باشد که بعداً به قلمرو طایفه باورصاد اضافه گردیده‌است. مؤسس روستای ورعبداله "" مرحوم کربلایی موسی محمودی بابرصاد "" از تش ورمحمود می‌باشند. ورعبدالله، در غرب شهرکرد و در استان چهارمحال و بختیاری واقع است. تاریخ تأسیس این روستا، سال ۱۳۰۳شمسی می‌باشد. جمعیت آن در سال ۱۳۱۳ بالغ بر ۳۶۸ نفر و جمعأ ۶۲ خانوار داشت. هم‌اکنون ۹ خانه در این روستا پابرجاست و دیگر منازل، به دلیل عدم رسیدگی، ویران شده‌اند.